# 한다민
한다민(1983년 11월 1일~)은 대한민국의 배우이다. 2002년에 연극으로 첫 출발했다.

## 학력
- 한영외국어고등학교
- 경희대학교 사회학 학사

## 출연작

### 드라마
- 2006년 KBS1 대하드라마 《서울 1945》 ... 양호인 역
- 2006년 KBS2 수목드라마 《투명인간 최장수》 ... 정순경 역
- 2006년 MBC 아침드라마 《있을 때 잘해!!》 ... 이지혜 역
- 2006년 KBS2 단막극 《드라마시티 - 십분간, 당신의 사소한》 ... 젊은 이화인 선생님 역
- 2007년 SBS 드라마 스페셜 《외과의사 봉달희》 ... 조민지의 엄마 역
- 2007년 MBC 수목드라마 《메리대구 공방전》 ... 깜찍이 역
- 2007년 KBS2 단막극 《드라마시티 - 신파를 위하여》 ... 이정아 역
- 2007년 MBC 월화드라마 《커피프린스 1호점》 ... 한별 역
- 2007년 SBS 월화드라마 《왕과 나》 ... 공혜왕후 역
- 2008년 SBS 금요드라마 《우리집에 왜왔니》 ... 한은수 역
- 2008년 MBC 일일드라마 《춘자네 경사났네》 ... 박정연 역
- 2009년 SBS 드라마 스페셜 《카인과 아벨》 ... 이정민 역
- 2010년 MBC 월화드라마 《동이》 ... 은금 역
- 2010년 SBS 월화드라마 《자이언트》 ... 천수연 역
- 2014년 SBS 아침드라마 《나만의 당신》 ... 이유라 역

### 영화
- 2006년 《카리스마 탈출기》 ... 이윤아 역